# Te voy a perder
«Te voy a perder» es una balada escrita y producida por Áureo Baqueiro y coescrita por Leonel García e interpretada por el artista mexicano Alejandro Fernández. La canción se publicó como el segundo sencillo de su 12°. álbum de estudio Viento a favor (2007). Fue publicado bajo los sellos discográficos Sony BMG Norte y Columbia Records el 30 de abril de 2007. El 15 de julio de 2013 se lanzó una versión del cantautor mexicano Leonel García con el dúo estadounidense Ha*Ash.

## Antecedentes y lanzamiento
Según el sitio web oficial del cantante, la canción es «una declaración de amor sobre la ruptura inminente de la persona que amas».  La canción fue nominada a Canción del año en los Premios Oye! en México. 

## Rendimiento comercial
En los Estados Unidos, en el Billboard Hot Latin Songs, el sencillo ingresó en el número 49 en la semana del 9 de junio de 2007,  subiendo al número 24 la semana siguiente y ocho semanas después (11 de agosto) alcanzando el número 9. La pista pasó 20 semanas en este gráfico, y se ubicó en el número 38 en el gráfico de fin de año de 2007. 

## Vídeo musical
El video musical de este sencillo fue dirigido por Simon Brand y tuvo lugar en Ciudad de México y Tampico. La trama trata sobre una historia de amor (protagonizada por Jaydy Michel) y también incluye a Fernández haciendo una actuación en un barco grúa.
El video recibió una nominación para el Premio Oye! al Video del Año, perdiendo ante «Me muero» de la banda española La Quinta Estación.

## Posicionamiento en listas
| Listas (2007)                      | Mejor posición |
| ---------------------------------- | -------------- |
| Estados Unidos (Hot Latin Songs)   | 9              |
| Estados Unidos (Latin Pop Airplay) | 2              |
| México (Monitor Latino)            | 1              |

## Versión de Leonel García y Ha*Ash
«Te voy a perder» es una canción escrita el interpretada por el cantautor mexicano Leonel García con el dúo estadounidense Ha*Ash. Se lanzó el 8 de julio de 2013 como el tercer sencillo de su álbum de estudio Todas mías (2013).

### Vídeo musical
El 20 de agosto de 2013 se lanzó un video musical de «Te voy a perder». Actualmente tiene más de 24 millones de visitas. La pista alcanzó su punto máximo en el número 9 en México Airplay y en el número 22 en las listas de México Español Airplay en México.

### Posicionamiento en listas
| Listas (2013)                   | Mejor posición |
| ------------------------------- | -------------- |
| México (México Airplay)         | 9              |
| México (México Español Airplay) | 22             |
| México (Monitor Latino)         | 1              |
| México Tocadas (Monitor Latino) | 4              |